# Чакиар Котху

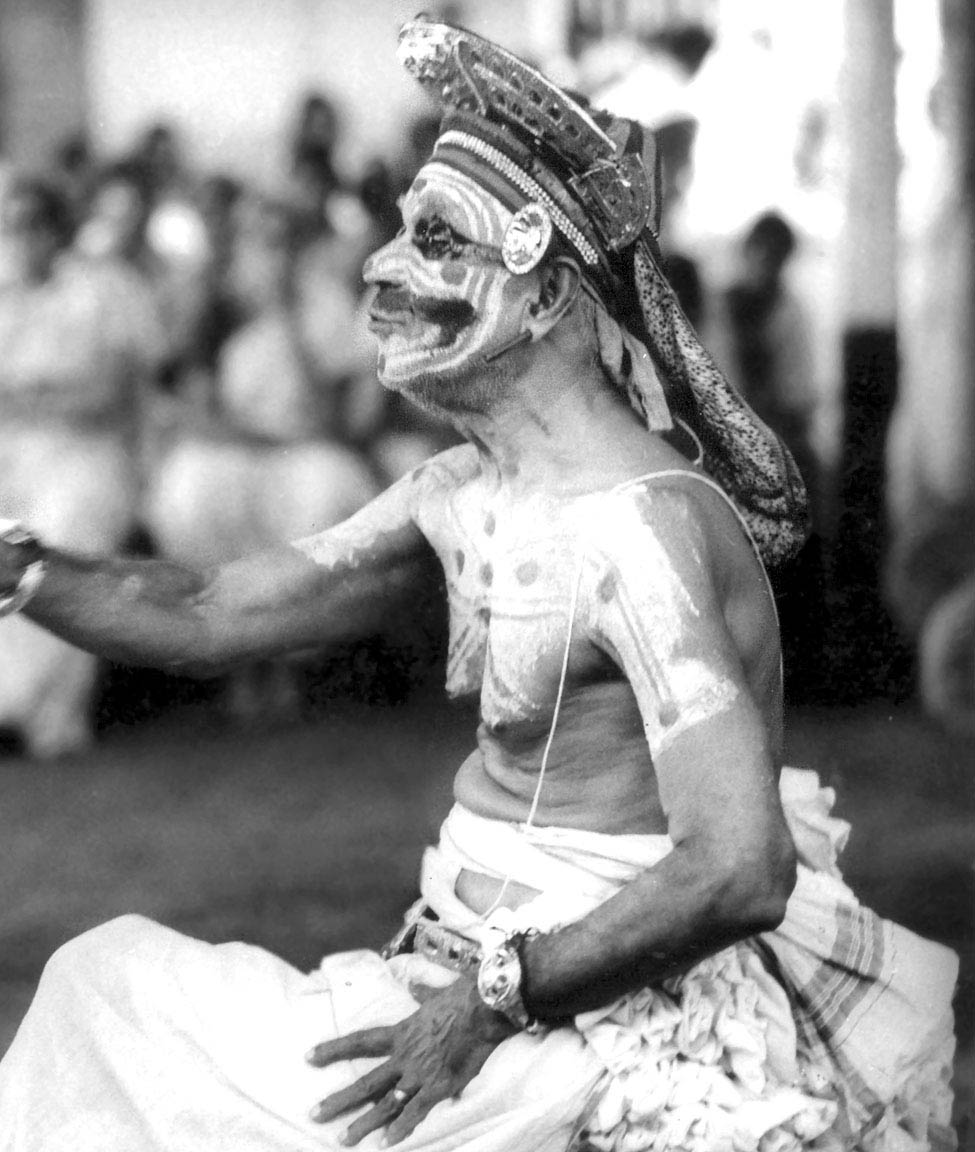
Гуру Падма Шри Мани Мадва Чакиар во время представления Чакьяр кутту

Чакьяр кутту (Чакиар-кутху, Чакиар Котху; англ. Chakyar Koothu, малаял. ചാക്യാർക്കൂത്ത്, транскр. Чакйар Ккутт) — обрядовая форма драматического представления, распространенная на территории штата Керала в Индии.
Как правило, Чакьяр кутту — это вид глубоко переработанного монолога, в котором актёр рассказывает эпизоды из индийских эпосов (таких как Рамаяна и Махабхарата) и истории из Пуран. Однако, иногда Чакьяр кутту может быть и традиционным аналогом стендап-комедии, который содержит размышления о происходящих социально-политических событиях (а также личные комментарии в сторону зрителей).
Изначально Чакьяр кутту исполняла только одна каста — чакиары. Их право выступать в храмах Малабара передавалось по наследству, и на эти строго канонизированные выступления, проходившие обязательно на территории храма, допускалась только избранная, элитная публика.

## Представление
«Кутту» означает танец… но это название неточно передает смысл. В Чакьяр кутту особое значение придается мимике, а сама хореография — незначительна. Действие выполняется в специальном месте внутри индуистских храмов — Кутамбалам — предназначенном для Кудияттам и Чакьяр кутту. В идеале, это происходит одновременно с фестивалями, представленными членами общины Чакиар наряду с Амбалаваси Намбиар.
Чакьяр кутту — это сольное выступление, в котором рассказчик, с красными точками по всему телу, носит особый головной убор, черные усы, а его торс покрытый мазью сандалового дерева. Головной убор напоминает капюшон змеи, что символизирует повествование от лица тысячеголового змея Ананта-шеша.
Чакиар рассказывает историю, основанную на санскритском стиле Чампу Прабандха — смеси прозы (гадиа) и поэзии (шлока). Повествование начинается с молитвы божеству храма. После этого чакиар, прежде чем изложить стих на малаялам, рассказывает его на санскрите. В своем рассказе он использует остроумие и юмор для описания текущих событий и местных ситуаций.
Традиционно Кутху исполнялся только членами общины Чакиар. Два инструмента — мижаву и пара цимбал (элатхалам) — аккомпанируют выступлению. Это отличает Чакьяр кутту от Нангиар кутту, более утонченного театрального искусства, которое исполняется женщинами, Нангиараммас, принадлежащими к касте Нангиар.

## Мани Мадхава Чакиар
Чакьяр кутту первоначально исполнялся только в Кутамбалам индуистских храмов. Выдающийся учитель и практик натиам (драматургия) Натиачариа, виртуоз этого искусства вынес Кутху и Кутияттам за пределы храма и показал простым людям. За это ему присвоили титул Падма Шри. Мани Мадхава Чакиар — первым исполнил Чакьяр кутту для Всеиндийского радио и Doordarshan. Многие считают его величайшим исполнителем Чакьяр кутту и Кутияттам современности. История гласит, что его гуру, Рама Варма Парикшит Тхампуран, написал на санскрите Чампу Прабандха под названием «Прахладачарита» и попросил старших исполнителей выучить и показать её, но для них это оказалось невозможным. И тогда наступила очередь молодого Мани Мадхава Чакиар сделать это. Он согласился и потратил всю ночь на изучение части Прабандхи. На следующий день он исполнил её в Триппюнитуре, тогда бывшем столицей Королевства Кочин. Этот случай доказал его мастерство как в санскрите, так и в классических видах искусства. После нескольких месяцев он исполнил «Прахладачарита» целиком на той же сцене.
Покойные Амманнур Мадхава Чакиар и Паинкулам Раман Чакиар стали другими важными фигурами XX века в этом виде искусства.